# Вистарино
Вистарино (итал. Vistarino) — коммуна в Италии, находится в регионе Ломбардия, в провинции Павия.
Население составляет 1393 человека (2008), плотность населения составляет 155 чел./км². Занимает площадь 9 км². Почтовый индекс — 27010. Телефонный код — 0382.
Покровителем коммуны почитается святой Мавр, празднование 15 января.

## Демография
Динамика населения:

## Администрация коммуны
- Официальный сайт: http://www.comune.vistarino.pv.it/